# Дворец Лоншан
Дворец Лоншан (фр. Palais Longchamp) — французский дворец, расположенный в 4-м аррондисмане Марселя. Во дворце находятся Музей изобразительных искусств и Музей естественной истории. Парк Лоншан внесен в список Министерства культуры Франции как один из замечательных садов Франции.

## История
Дворец Лоншан построен после устройства Марсельского канала (фр.), который был построен для подачи воды из реки Дюранс в Марсель. 15 ноября 1839 года первый камень в фундамент был заложен герцогом Орлеанским, но на строительство здания ушло 30 лет, отчасти из-за огромных затрат, и отчасти из-за трудностей с местными законами. В центре здания, спроектированного архитектором Анри-Жаком Эсперандьё, расположен фонтан, известный как «château d’eau» («Замок воды»).

## Описание
Дворец Лоншан состоит из трех основных частей:
- Château d’eau («Замок воды»).
- Восточное крыло, в котором находится Музей изобразительных искусств.
- Западное крыло, в котором находится Музей естественной истории.

## Парк
Парк Лоншан был открыт в 1869 году одновременно с дворцом. В это время во дворец переместили коллекции произведений искусства и естествознания. В парке также находился зоопарк с 1898 по 1987 год, когда из-за недовольства населения традиционными зоопарками он был закрыт.

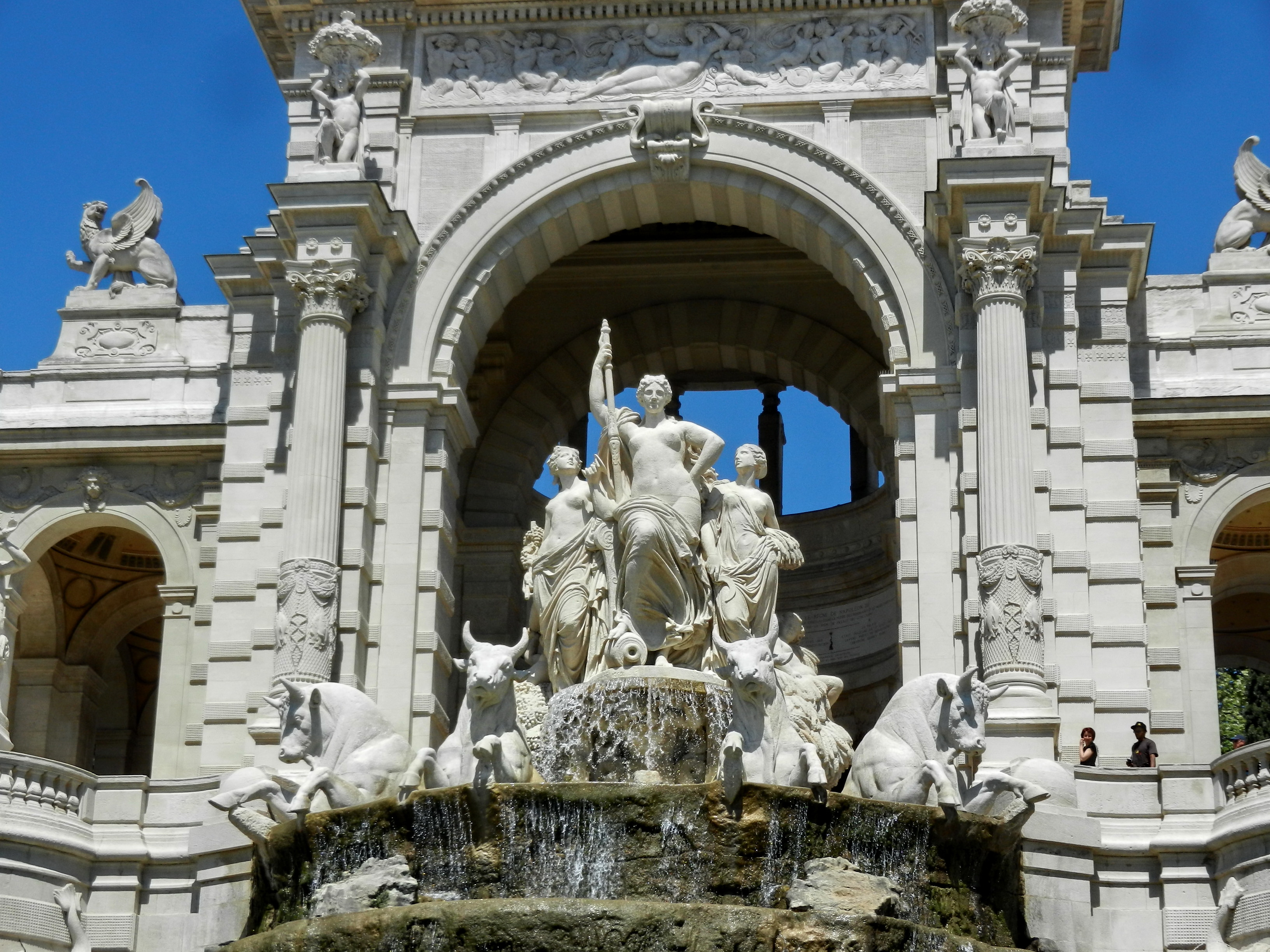
Скульптуры на вершине фонтана

На вершине находящегося в парке фонтана расположены скульптуры четырёх больших быков и трех женщин: центральная фигура, представляющая Дюранс, по бокам находится фигура, олицетворяющая виноград, и другая фигура, олицетворяющая пшеницу и плодородие. Позади женщин, в центральной части дворца, находится искусственный каменный грот, украшенный резными сталактитами и нимфами. Из-под трёх женщин и из быков вода течет во второй бассейн, а затем в искусственный пруд. Вода стекает из пруда в подземные трубы, из которых выходит в виде водопада и в двенадцать богато украшенных бронзовых фонтанов, расположенных вдоль него, впадая во второй, более крупный пруд.
За дворцом располагается классический французский сад, известный как Сад плато. Также есть английский ландшафтный сад с извилистыми аллеями и множеством примечательных деревьев, в том числе 150-летним платаном, дубом и вязом приземистым, которым по 120 лет. На территории, которую занимал зоопарк XIX века, до сих пор сохранилось множество живописных зданий в фантастических стилях, в том числе восточные павильоны для жирафов и слонов, клетки, украшенные турецкой плиткой, а также медвежьи клетки и берлоги тюленей, украшенные рокайлем или камнями.

## В популярной культуре
В 2014 году клип на сингл рэпера Сопрано «Ils Nous Connaissent Pas» был снят во Дворце Лоншан.